# Begonia debaoensis
Espèce
Begonia debaoensis est une espèce de plantes de la famille des Begoniaceae. Ce bégonia est originaire de Chine. L'espèce a été décrite en 2006 par les botanistes chinois Ching I Peng, Yan Liu et Shin Ming Ku.

## Répartition géographique
Cette espèce est originaire du pays suivant : Chine.